# Jürgen Laarmann

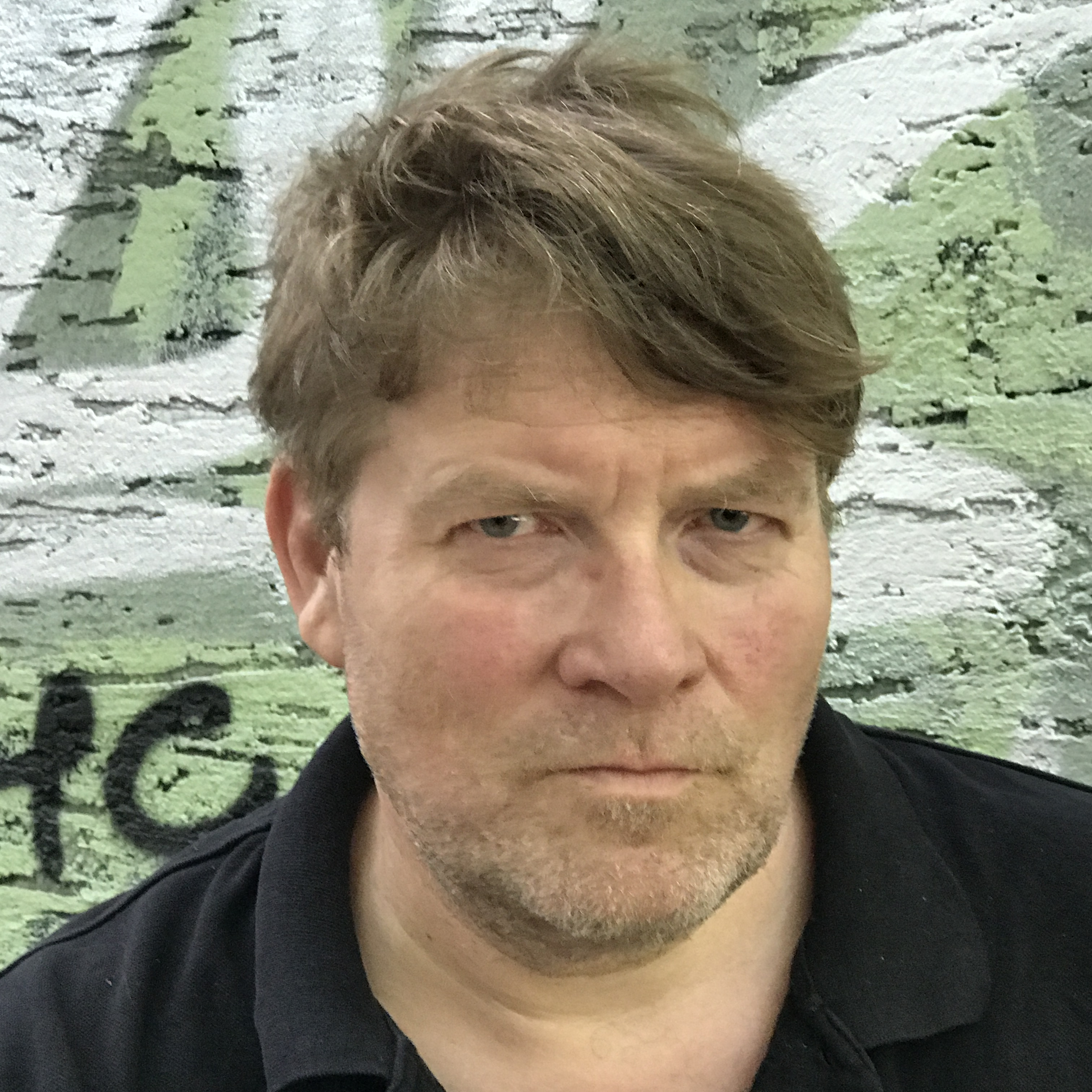
Jürgen Laarmann (2018)

Jürgen Laarmann (* 21. September 1967) ist ein auch unter seinen Initialen JL bekannter deutscher Publizist und Journalist. Laarmann wurde vor allem als Herausgeber der Zeitschrift Frontpage, als zeitweiliger Gesellschafter und Veranstalter von Loveparade und Mayday sowie als Begründer des Schlagwortes der Raving Society bekannt.

## Leben und Karriere

### Frontpage
Jürgen Laarmann gab ab Mai 1989 gemeinsam mit Stefan Weil die Zeitschrift Frontpage heraus. Das Magazin war zunächst zur Technoclub-Veranstaltungsreihe in der Frankfurter Flughafendiskothek Dorian Gray konzipiert. Im September 1989 zog Laarmann nach Berlin und eröffnete dort das Berliner Frontpage-Redaktionsbüro. 1990 gründete er mit DJ Tanith das Plattenlabel Bash Records, das er bis 1993 betrieb. Laarmann wurde 1991 Gesellschafter der Loveparade und nutze die Frontpage zur nationalen Bewerbung der Veranstaltung. Im Dezember 1991 gehörte er zu den Mitbegründern der Mayday, die ebenfalls durch die Frontpage mitkonzipiert und beworben wurde. Frontpage entwickelte sich zu einer der wichtigsten Szene-Zeitschriften für den Bereich der elektronischen Musik, Partys und Techno-Lebensstil. Seit 1993 veranstaltete Laarmann mit Partner Armin Mostoffi die sogenannten Frontpage-Clubtourneen mit über 100 Events in deutschen Szenelocations und Technoclubs. In der Zeitschrift verkündete Laarmann ab 1994 die von ihm so bezeichnete Raving Society als ein auf der Technokultur basierendes Gesellschaftsmodell. In den Jahren 1994 bis 1997 arbeitete Laarmann als Berater für den Zigarettenhersteller Reynolds Tobacco, der die Frontpage, die Loveparade und die Mayday sponserte und in Laarmanns Verlag Technomedia den Veranstaltungskalender Silverpages veröffentlichte. Nachdem Frontpage von Beginn an kostenlos in Platten- und Szeneläden vertrieben wurde, ging das Magazin im Jahr 1996 an den Kiosk. Anfang 1997 zog sich Reynolds Tobacco als Sponsor zurück, der Technomedia Verlag ging in die Insolvenz und Frontpage stellte mit Ausgabe 4/97 das Erscheinen ein. Laarmann verkaufte 1997 seine Beteiligungen an Mayday und Love Parade und positionierte sich seither als Kritiker der Veranstaltung.

### Autor und Zeitzeuge
Als freier Autor schrieb Laarmann für verschiedene Magazine und trat ab 1999 als Kolumnist Berlin Mitte Boy auf. Seine Kolumne erschien 1999–2013 im Berliner Stadtmagazin (030). Als Dr. Mitte schrieb Laarmann zeitweise eine Kolumne auf Spiegel Online. Er schreibt regelmäßig für den Berliner tip.
2008 trat er im Dokumentarfilm We Call It Techno! auf, 2012 spielte er sich selbst im Kinofilm Fraktus. Vor und nach dem Unglück bei der Loveparade 2010 interviewte er seinen Weggefährten WestBam. Auch in Peter Scholls Dokumentarfilm Loveparade – Als die Liebe tanzen lernte war er 2019 als Zeitzeuge zu sehen.
Seit 2024 ist Laarmann freier Autor für das Stil-Ressort der Welt am Sonntag.

### Musikveröffentlichungen und Theaterstück
Im Jahr 2000 textete Laarmann die Partyhymne Berlin Mitte Boy und gründete die Berlin Mitte Boys, u. a. zusammen mit DJ Clé und Mike Vamp (Märtini Brös), die eine Coverversion des Titels New York City Boy von den Pet Shop Boys veröffentlichten und im selben Jahr als Mitte Parade einen Umzug durch Berlin-Mitte veranstalteten. Außerdem wurde im Jahr 2000 Laarmanns Theaterstück Canossa Club am Staatstheater Kassel im Rahmen der Veranstaltungsserie „Rave.Ecstasy.Pop!“ uraufgeführt.
2007 kompilierte Laarmann die Too Hot Compilation, in der er Fusionen von deutschem Hiphop mit Elektrobeats releaste (u. a. mit Deichkind, K.I.Z). Dort wurde auch der erste Release von The Toten Crackhuren im Kofferraum veröffentlicht, die Laarmann entdeckt hatte.
Am 10. Juni 2022 erschien auf Kompakt die Veröffentlichung NFT des Bleep Gigaverse, das Laarmann gemeinsam mit Mijk van Dijk bildet. Michael Wells und Justus Köhncke steuerten Mixes dazu bei. 2023 veröffentlichte Laarmann gemeinsam mit Mijk van Dijk unter dem Projektnamen Future Forever auf Trapez Records Forcing the Future, konzipiert als Hommage an die ersten Jahre von Frontpage, in denen das Magazin eben jenen Untertitel trug.

### 1000 Tage Techno
Ab August 2018 veröffentlichte Laarmann die Podcast-Reihe 1000 Tage Techno (abrufbar u. a. auf Spotify) mit Gästen wie Dr. Motte, Hardy Hard, Dieter Meier, Jean-Michel Jarre und Mark Reeder. Nach den ersten drei Episoden urteilte Airen in Die Welt über den Podcast: „Dieser verspricht (...) wirklich eine spannende Auseinandersetzung mit dem Ursprung der deutschen Technokultur. In knapp einstündigen Sendungen spricht Laarmann mit allerhand Aktivisten aus der frühen Technoszene. So umfangreich und systematisch, wie das Projekt angelegt ist, hat das bislang noch keiner getan. Interessant wird es vor allem dann, wenn das brisante Arrangement der Gesprächspartner alte Kontroversen ans Tageslicht bringt.“ Der Podcast ist im Vertrieb von Zebralution.
| Folge                 | Thema                                                                                         | Gäste                                                                   | VÖ-Datum           |
| --------------------- | --------------------------------------------------------------------------------------------- | ----------------------------------------------------------------------- | ------------------ |
| Intro                 | 1000 Tage Techno Podcast Trailer                                                              |                                                                         | 20. Juli 2018      |
| 1                     | Liebesparaden heute, gestern, morgen!                                                         | Dr. Motte (Loveparade), Jens Schwan und Martin Hüttmann (Zug der Liebe) | 10. August 2018    |
| 2                     | Von der After Hour zur Bitcoin Million und ewiger Jugend                                      | Hardy Hard aka Hardsequencer                                            | 10. August 2018    |
| 3                     | Mark Reeder – Der britische Botschafter Über MFS, Paul van Dyk, Brexit und mehr               | Mark Reeder                                                             | 24. August 2018    |
| 4                     | Inga Humpe – Die Technopop-Madonna Über die große Freiheit, wilde Zeiten, frische Frauen uvm. | Inga Humpe                                                              | 7. September 2018  |
| 5                     | Anja Schneider – Die Rooftop-Rebellin Grooven im Radio und um die ganze Welt                  | Anja Schneider                                                          | 21. September 2018 |
| 6                     | Ellen Allien & Tanith – Club the Rest Die Bpitch Queen und der Herr der fiesen Töne           | Ellen Allien, Tanith                                                    | 5. Oktober 2018    |
| 7                     | DJ Clé und Eva Be – Techno-Traumpaar Love You Too                                             | DJ Clé, Eva Be                                                          | 19. Oktober 2018   |
| Special               | Ende der Red Bull Festspiele                                                                  |                                                                         | 2. November 2018   |
| 8                     | Aka Aka – Abrakadabra Einst burlesque jetzt verdammt blau!                                    | AKA AKA                                                                 | 9. November 2018   |
| Special International | Jean-Michel Jarre Equinox Infinity                                                            | Jean-Michel Jarre                                                       | 14. November 2018  |
| 9                     | Andhim – Super-House New Boys in Town                                                         | Andhim                                                                  | 23. November 2018  |
| 10                    | Alfred Heinrichs – Sup Dub Top Melodic Techno Master                                          | Alfred Heinrichs                                                        | 7. Dezember 2018   |
| Special               | Dieter Meier – Yello O YEAH!                                                                  | Dieter Meier                                                            | 21. Dezember 2018  |

### Schlampanpan
Seit 2023 betreibt Laarmann das Kulinarik-Projekt Schlampanpan, das anstelle von Fastenmonat oder Fastenwochen einen alljährlichen Schlemmermonat zelebriert.